# D-xilosio 1-deidrogenasi (NADP+)
La D-xilosio 1-deidrogenasi (NADP+) è un enzima appartenente alla classe delle ossidoreduttasi, che catalizza la seguente reazione:
D-xilosio + NADP+ ⇄ D-xilono-1,5-lattone + NADPH + H+
L'enzima agisce anche, più lentamente, su L-arabinosio e D-ribosio.